# Augochlora brachyops
Augochlora brachyops là một loài Hymenoptera trong họ Halictidae. Loài này được Vachal mô tả khoa học năm 1911.